# Montenegro en el Festival de la Canción de Eurovisión
Montenegro participaba en el Festival de la Canción de Eurovisión, primero como parte de Yugoslavia y luego como parte de la unión entre Serbia y Montenegro. En 2006, Serbia y Montenegro se tuvieron que retirar de la competencia, debido a una diferencia entre ambos países. El mismo año un referendo llevado a cabo el 21 de mayo del 2006 decidió que Montenegro sería un país independiente. Antes de la independencia, el grupo montenegrino No Name representó a Serbia y Montenegro en la edición de 2005, así como también los representantes de Yugoslavia en las ediciones de 1983 y 1984 fueron de Montenegro.
Con el 7º lugar de No Name en 2005, el país obtuvo una plaza directa en la final del Festival de 2006. Durante la preselección del 2006 se descubrió corrupción por parte del país para enviar de nuevo a No Name y por lo tanto Serbia rehusó enviarlos, resultado en que ambos países se retiraran de la competencia. De acuerdo a los serbios, la banda había ganado injustamente en 2005 y que había muestras de corrupción en aquella edición también. Por tanto Serbia rehusó enviar al grupo. El conflicto ocasionó que Serbia y Montenegro no participara de Eurovisión ese año. El espacio libre fue tomado por Croacia, sin embargo se les permitió, a Serbia y a Montenegro, participar en el televoto de la semifinal y de la final.
En 2007, como un estado independiente, Montenegro seleccionó a su primer representante durante una ronda final, MontenegroSong, antes una de las dos semifinales (la otra siendo la de Serbia). El debut del país no fue del todo exitoso ya que su representante, Stevan Faddy y la canción «Ajde, Kroči» terminaron en el 23.er lugar durante la semifinal. Han participado tanto en 2008 como en 2009, no logrando pasar ninguna vez a la final; provocando que decidieran retirarse del festival desde 2010. 
Montenegro regresó al Festival en 2012, que tuvo lugar en Bakú, quedando eliminado en la 1ª semifinal. A pesar de ser favoritos para pasar a la final por primera vez en 2013 con «Igranka», una mala valoración por parte del jurado (a pesar de haber quedado 4° en el televoto), provocó que el dúo Who See junto a Nina Zizić no lo consiguieran. 
En 2014, el famoso cantante local Sergej Ćetković consiguió que el país por primera vez pasara a la final del sábado con la canción «Moj Svijet». Montenegro quedó en el lugar 19 con 37 puntos en la Gran Final, aunque logró la máxima puntuación de la entonces conocida como Antigua República Yugoslava de Macedonia y de Armenia.
En el año 2015, el cantante Knez logra clasificar otra vez a Montenegro con la canción «Adio», siendo la segunda vez que el país logró tomar parte en la final de Eurovisión. Knez, logró la mejor posición del país, con la 13.ª posición con 44 puntos.
En 2016 la joven banda Highway no logró la tercera clasificación para el país con «The Real Thing» un tema rock que no se esperaba su clasificación aunque fue subiendo de a poco pero finalmente quedaría 13° en su semifinal con 60 puntos.
En el año 2017, Montenegro volvió a quedarse fuera de la gran final con un tema que, aunque dio mucho de que hablar, no estaba prevista su clasificación. Acabó en la posición número 16 con 56 puntos en total. Su representante fue Slavko
En 2018, Montenegro, representando por Vanja, no alcanzó la final, quedando en 16º lugar en la semifinal con 40 puntos.
En 2019, el grupo D Mol, no consiguió el pase a la final.
No ha quedado nunca en el TOP-10 dentro de una gran final y es el país que lleva más tiempo sin pasar a la final, concretamente desde 2015.

## Participaciones
Leyenda
     Ganador
     Segundo puesto
     Tercer puesto
     Cuarto o quinto puesto (Top 5)
     Último puesto
| Año                            | Sede       | Artista              | Canción                                 | Final           | Pts.            | Semifinal | Pts. |
| ------------------------------ | ---------- | -------------------- | --------------------------------------- | --------------- | --------------- | --------- | ---- |
| 2007                           | Helsinki   | Stevan Faddy         | «Ajde, kroči» ('Ајде, крочи)            | No se clasificó | No se clasificó | 22        | 33   |
| 2008                           | Belgrado   | Stefan Filipović     | «Zauvijek volim te» (Заувијек волим те) | No se clasificó | No se clasificó | 14        | 23   |
| 2009                           | Moscú      | Andrea Demirović     | «Just get out of my life»               | No se clasificó | No se clasificó | 11        | 44   |
| No participó en 2010 y 2011    |            |                      |                                         |                 |                 |           |      |
| 2012                           | Bakú       | Rambo Amadeus        | «Euro Neuro»                            | No se clasificó | No se clasificó | 15        | 20   |
| 2013                           | Malmö      | Who See y Nina Žižić | «Igranka» (Игранка)                     | No se clasificó | No se clasificó | 12        | 41   |
| 2014                           | Copenhague | Sergej Ćetković      | «Moj svijet» (Мој свијет)               | 19              | 37              | 7         | 63   |
| 2015                           | Viena      | Knez                 | «Adio» (Адио)                           | 13              | 44              | 9         | 57   |
| 2016                           | Estocolmo  | Highway              | «The real thing»                        | No se clasificó | No se clasificó | 13        | 60   |
| 2017                           | Kiev       | Slavko Kalezić       | «Space»                                 | No se clasificó | No se clasificó | 16        | 56   |
| 2018                           | Lisboa     | Vanja Radovanović    | «Inje» (Адио)                           | No se clasificó | No se clasificó | 16        | 40   |
| 2019                           | Tel Aviv   | D Mol                | «Heaven»                                | No se clasificó | No se clasificó | 16        | 46   |
| No participó entre 2020 y 2021 |            |                      |                                         |                 |                 |           |      |
| 2022                           | Turín      | Vladana Vučinić      | «Breathe»                               | No se clasificó | No se clasificó | 17        | 33   |
| No participó entre 2023 y 2024 |            |                      |                                         |                 |                 |           |      |
| 2025                           | Basilea    | Nina Žižić           | «Dobrodošli»                            | No se clasificó | No se clasificó | 16        | 12   |

## Votación de Montenegro
Hasta 2025, la votación de Montenegro ha sido:
| Más puntos otorgados solo en la gran final | Más puntos otorgados solo en la gran final | Más puntos otorgados solo en la gran final |
| Pos.                                       | País                                       | Puntos                                     |
| ------------------------------------------ | ------------------------------------------ | ------------------------------------------ |
| 1                                          | Serbia                                     | 138                                        |
| 2                                          | Albania                                    | 91                                         |
| 3                                          | Italia                                     | 78                                         |
| 4                                          | Rusia                                      | 70                                         |
| 5                                          | Ucrania                                    | 50                                         |

| Más puntos otorgados en semifinales y final | Más puntos otorgados en semifinales y final | Más puntos otorgados en semifinales y final |
| Pos.                                        | País                                        | Puntos                                      |
| ------------------------------------------- | ------------------------------------------- | ------------------------------------------- |
| 1                                           | Serbia                                      | 234                                         |
| 2                                           | Albania                                     | 143                                         |
| 3                                           | Rusia                                       | 123                                         |
| 4                                           | Grecia                                      | 103                                         |
| 5                                           | Azerbaiyán                                  | 94                                          |

| Más puntos recibidos solo en la final | Más puntos recibidos solo en la final | Más puntos recibidos solo en la final |
| Pos.                                  | País                                  | Puntos                                |
| ------------------------------------- | ------------------------------------- | ------------------------------------- |
| 1                                     | Armenia                               | 20                                    |
| 2                                     | Eslovenia                             | 17                                    |
| 3                                     | Macedonia del Norte                   | 16                                    |
| 4                                     | Albania                               | 12                                    |
| 4                                     | Serbia                                | 12                                    |

| Más puntos recibidos en semifinales y final | Más puntos recibidos en semifinales y final | Más puntos recibidos en semifinales y final |
| Pos.                                        | País                                        | Puntos                                      |
| ------------------------------------------- | ------------------------------------------- | ------------------------------------------- |
| 1                                           | Serbia                                      | 100                                         |
| 2                                           | Eslovenia                                   | 63                                          |
| 3                                           | Armenia                                     | 44                                          |
| 4                                           | Albania                                     | 43                                          |
| 5                                           | Macedonia del Norte                         | 40                                          |

## 12 puntos
- Montenegro ha dado 12 puntos a:

| Año                            | País                 |
| ------------------------------ | -------------------- |
| 2007                           | Serbia               |
| 2008                           | Bosnia y Herzegovina |
| 2009                           | Bosnia y Herzegovina |
| No participó entre 2010 y 2011 |                      |
| 2012                           | Albania              |
| 2013                           | Ucrania              |
| 2014                           | Albania              |
| 2015                           | Eslovenia            |

| Año                            | Jurado     | Televoto             |
| ------------------------------ | ---------- | -------------------- |
| 2016                           | Armenia    | Bosnia y Herzegovina |
| 2017                           | Grecia     | Albania              |
| 2018                           | Serbia     | Serbia               |
| 2019                           | Grecia     | Serbia               |
| No participó en 2021           |            |                      |
| 2022                           | Suecia     | Serbia               |
| No participó entre 2023 y 2024 |            |                      |
| 2025                           | Sin jurado | Serbia               |

| Año                            | País                 |
| ------------------------------ | -------------------- |
| 2007                           | Serbia               |
| 2008                           | Serbia               |
| 2009                           | Bosnia y Herzegovina |
| No participó entre 2010 y 2011 |                      |
| 2012                           | Serbia               |
| 2013                           | Azerbaiyán           |
| 2014                           | Hungría              |
| 2015                           | Serbia               |

| Año                            | Jurado | Televoto |
| ------------------------------ | ------ | -------- |
| 2016                           | Malta  | Serbia   |
| 2017                           | Grecia | Croacia  |
| 2018                           | Serbia | Serbia   |
| 2019                           | Serbia | Serbia   |
| No participó en 2021           |        |          |
| 2022                           | Serbia | Serbia   |
| No participó entre 2023 y 2024 |        |          |
| 2025                           | Grecia | Albania  |

## Galería de imágenes
|                                 |
| Stevan Faddy en Helsinki (2007) |

|                                     |
| Stefan Filipović en Belgrado (2008) |

|                                      |
| Who See & Nina Zizić en Malmö (2013) |

|                                      |
| Sergej Ćetković en Copenhague (2014) |

|                      |
| Knez en Viena (2015) |

|                            |
| Highway en Estocolmo 2016) |

|                               |
| Slavko Kalezić en Kiev (2017) |

|                                    |
| Vanja Radovanović en Lisboa (2018) |

|                          |
| D Mol en Tel Aviv (2019) |